# Finale: The Last Mantaray & More Show
Finale: The Last Mantaray & More Show è un DVD dal vivo della cantante inglese Siouxsie, pubblicato nel 2009 dalla FremantleMedia.

## Il disco
È stato l'ultimo spettacolo del “Mantaray and More Tour” che si è svolto il 29 settembre 2008 presso il KOKO di Londra.
Il DVD include musiche dai suoi 30 anni di carriera con le sue band The Banshees e The Creatures, e le canzoni del suo acclamato album Mantaray.
Ospita inoltre due cover eseguite solo in tour (Hello, I Love You dei Doors e These Boots Are Made for Walkin' di Nancy Sinatra), oltre a un'interpretazione di Cish Cash dei Basement Jaxx che Siouxsie ha co-composto e cantato nel 2003.

## Tracce
1. They Follow You - (da Mantaray di Siouxsie)
2. About to Happen - (da Mantaray di Siouxsie)
3. Hong Kong Garden - (singolo di Siouxsie and the Banshees)
4. Dear Prudence - (singolo di Siouxsie and the Banshees)
5. Right Now - (singolo dei Creatures)
6. Sea of Tranquility - (da Mantaray di Siouxsie)
7. Christine - (da Kaleidoscope di Siouxsie and the Banshees)
8. Happy House - (da Kaleidoscope di Siouxsie and the Banshees)
9. One Mile Below - (da Mantaray di Siouxsie)
10. Into a Swan - (da Mantaray di Siouxsie)
11. Israel - (singolo di Siouxsie and the Banshees)
12. Arabian Knights - (da Juju Siouxsie and the Banshees)
13. Here Comes That Day - (da Mantaray di Siouxsie)
14. Hello I Love You
15. If It Doesn't Kill You - (da Mantaray di Siouxsie)
16. Night Shift - (da Juju di Siouxsie and the Banshees)
17. Loveless - (da Mantaray di Siouxsie)
18. These Boots Are Made for Walking
19. Spellbound - (da Juju di Siouxsie and the Banshees)
20. Nicotine Stain - (da The Scream Siouxsie and the Banshees)
21. Cish Cash
22. Swansway/Reprise

### Extra
29 minuti di intervista con Siouxsie.

## Formazione
- Siouxsie Sioux - voce
- Steve Evans - chitarra
- Joe Short – basso
- Amanda Kramer – sintetizzatore
- Robert Brian - batteria
- Ted Benham – percussioni